# Rachel Zegler
Rachel Anne Zegler (Hackensack, 3 mei 2001) is een Amerikaans actrice en zangeres. Ze brak in 2021 door met haar rol als Maria Vasquez in het muziekdrama West Side Story. Ze won voor deze rol in 2022 een Golden Globe. Met haar leeftijd van 20 jaar was ze meteen de jongste winnares ooit voor deze prijs. 

## Biografie
Voorafgaand aan haar professionele carrière speelde Zegler in diverse schoolmusicals. In 2016 werd ze genomineerd voor de Metropolitan High School Theater Award. Ze trad tevens op tijdens trouwerijen.
Zegler kreeg in 2022 de rol toebedeeld van Sneeuwwitje in de geplande live-action remake van Sneeuwwitje en de zeven dwergen uit 1937.
Zegler speelt de rol van Anthea in het vervolg van Shazam! (2019), Shazam! Fury of the Gods uit 2023.
In 2023 speelt ze de rol van Lucy Gray Baird in The Hunger Games: The Ballad of Songbirds & Snakes.